# Герб Клайпеди
Ге́рб Кла́йпеди (лит. Klaipėdos herbas) — офіційний символ міста Клайпеда, адміністративного центру Клайпедського повіту Литви. Використовується також як герб міського муніципалітету. Автор сучасного герба — Кейстутіс Міцкевічюс.

## Опис
| У червоному полі золотий фортечний мур з великою баштою та брамою в центрі та двома малими дерев'яними вартовими вежами з обох боків; під ними — золотий човен. Обабіч башт чотири золоті п'ятикутні зірки. |
На думку більшості істориків та геральдистів, на гербі зображений Мемельський замок. Існує також версія, що дві дерев'яні вежі — це навігаційні маяки, що символізують порт Мемель. Човен є символом значного транспортного центру та судноплавства, а зірки найчастіше інтерпретуються як дороговкази для кораблів.

## Історія
Герб міста протягом його історичного розвитку практично не змінювався. Найстаріше зображення герба Мемеля, що дійшло до нашого часу, виконане на міській печатці 1619 року.
На одному з клайпедських будинків XVIII століття збереглось рельєфне зображення герба Мемеля в овальному щиті, з нашоломником у вигляді хлопчика.
Зображення зубчастого муру з трьома вежами та човном, але без зірок, використовувалось на міській печатці 1900 року та гербі Мемеля 1918 року.
В радянський час герб Клайпеди вперше було апробовано Республіканською геральдичною комісією в 1969 році. Автором відтворення герба став Йонас Стумбрас. Герб повторював історичний символ міста, але був виконаний у варязькому щиті; пізніше від нього відмовились.
Герб міста в його сучасному вигляді розроблений відповідно до історичних версій Клайпедським центром дизайну та затверджений 1 липня 1992 року.

## В мистецтві
На алеї Мажвідо в центрі міста на гранітному постаменті встановлена 45-сантиметрова бронзова фігура хлопчика, що тримає герб Клайпеди.